# Банковская холдинговая компания
Банковская холдинговая компания (англ. Bank holding company) — банк или корпорация, владеющая долей акционерного капитала одного или нескольких банков, достаточной для того, чтобы осуществлять контроль над ними.

## Великобритания
В Великобритании деятельность банковских холдинговых компаний регулируется Законом о банковской деятельности и Законом о компаниях. В соответствии с Законом о Банке Англии центральный банк Великобритании может потребовать у банковской холдинговой компании предоставить всю необходимую информацию о её деятельности. В 2001 году баланс банковских холдинговых компаний в Великобритании составил 159,93 млрд фунтов стерлингов. На 5 крупных компаний среди банковских холдинговых компаний в то время приходилось 64,5 % активов банков.

## США
В США деятельность банковских холдинговых компаний регулируется отдельным законом — Законом о банковских холдинговых компаниях, принятом в 1956 году.
Закон определяет банковскую холдинговую компанию как компанию, осуществляющую контроль над банком или финансовой компанией при условии, что:
- компания прямо или косвенно или действуя через одного или нескольких лиц владеет, контролирует или имеет право голоса по 25 процентам или более голосующих акций банка или компании;
- компания контролирует в любой форме выборы большинства директоров банка или компании;
- совет определяет, после уведомления и пересмотра решения, что компания прямо или косвенно оказывает влияние на управление или политику банка или компании[4].

В США все банковские холдинговые компании регистрируются Советом управляющих Федеральной резервной системы. Совет управляющих Федеральной резервной системы осуществляет регулирование и надзор за деятельностью банковских холдинговых компаний, например, за соблюдением стандартов об уставном капитале, одобрение слияния и поглощения и инспекционные проверки данных компаний. Этот контролирующий орган действует даже тогда, когда принадлежащий холдинговой компании банк находится под первичным надзором органа, осуществляющего контроль за оборотом валюты, или Федеральной корпорацией по страхованию вкладов.
Семью самыми крупными банковскими компаниями США являются Bank of America, JPMorgan Chase, The Bank of New York Mellon, Citigroup, Wells Fargo и Goldman Sachs, Morgan Stanley. Общий объём активов данных банков на 30 сентября 2010 года составил 8,59 трл. долларов США.

## Япония
В Японии деятельность банковских холдинговых компаний лицензируется, регулируется и контролируется Агентством финансовых услуг. На январь 2011 года в Японии функционировало 16 банковских холдинговых компаний.